# Carles Vergés i Lluís
Carles Vergés i Lluís (Barcelona, 16 de novembre de 1941 - Santa Eugènia de Berga, 11 de gener de 2024) va ser un pintor, dibuixant i gravador català.
Va viure fins als sis anys a Barcelona. A partir del 1947 va residir a Sant Cugat del Vallès, localitat on va passar la seva infància i joventut. Als tretze anys va començar a treballar a la fàbrica de tapissos i catifes Aymat com a dibuixant. Aquesta feina va marcar el seu aprenentatge. Com a dibuixant va intervenir en el procés de creació dels tapissos i catifes, treballant els motius en petits esbossos fets a l'aquarel·la que després es traslladaven a la mida natural de la catifa amb la tècnica del carbonet sobre paper. Aquest procés li va permetre treballar diferents mides i tècniques. Als vint-i-vuit anys va deixar l'empresa i es va traslladar al Maresme (Premià de Mar i Vilassar de Dalt), dedicant-se a feines de disseny tèxtil i a la creació d'obra pròpia.
El 1978 va obtenir el Premi internacional de dibuix Ynglada Guillot. Aquest mateix any va passar a viure a la comarca d'Osona, en la qual va residir fins a la seva mort. A banda de treballar en la seva obra, també es va dedicar a la docència. Entre d'altres, va ser professor a l'Escola Casa Masferrer, precedent de La Farinera, Centre d'Arts Visuals de Vic.
Al llarg de la seva vida artística, Carles Vergés va treballar diversos motius i tècniques des d'un plantejament figuratiu, però sense renunciar a l'experimentació. Tot i que el dibuix a llapis es troba des de l'inici i de forma permanent a la seva obra, també va fer pintura, gravats amb punta seca, a l'aiguafort, aiguatinta, litografies, serigrafies o tècniques mixtes amb objectes i volums.
Té obra exposada al Museu Nacional d'Art de Catalunya, a la Pinacoteca Civica. Pieve Di Cento, al Museu de Cadaqués i al Fons d'Art. Sant Cugat del Vallès.
A partir del 1960 va fer nombroses exposicions individuals i col·lectives a Catalunya, Espanya, França, Itàlia, Anglaterra i Mèxic. El 2016 va presentar a Vic, amb motiu del programa ViCCC 2016, Capital de la Cultura Catalana, l'exposició Exilis, fronteres i desarrelaments, creada conjuntament amb Víctor Sunyol i Costa.
Entre els diversos premis rebuts al llarg de la seva trajectòria, destaquen el 1r premi del XX Concurs Internacional de Dibuix Ynglada Guillot el 1978 i la concessió del Grand Prix Rembrandt Chateau de Beauregard, França el 2013.